# Karl Mauss
Dr. med. dent. Karl Mauss foi um General da Alemanha durante a Segunda Guerra Mundial. Nasceu em Plön em 17 de Maio de 1898, faleceu em Hamburg em 9 de Fevereiro de 1959.
Mauss entrou para o Exército em 1914 como voluntário na infantaria. Ele encerrou a guerra com a patente de Leutnant mas deixou o Exército em 1922 com a patente de Oberleutnant. Ele retornou ao serviço em 1934 com a patente de Hauptmann.
Com o início da Segunda Guerra Mundial, ele comandou a companhia do Regimento de Infantaria 69. Ele teve uma ascensão rápida, passando de capitão à general em apenas quatro anos, ele obteve ainda todas as altas condecorações da Cruz de Cavaleiro da Cruz de Ferro.
Foi promovido para Oberstleutnant em 1 de Abril de 1941, Oberst em 1 de Abril de 1942, Generalmajor dois anos mais tarde e Generalleutnant em 1 de Outubro de 1944 (aparentemente recebeu a patente de General der Panzertruppe em 20 de Abril de 1945). Durante este período ele comandou o II./Inf.Rgt. 69, Pz.Gr.Rgt. 33 (1 de Março de 1942) e a 7ª Divisão Panzer (30 de Janeiro de 1944).
Foi feito prisioneiro em Maio de 1945 e libertado em 28 de Janeiro de 1947, ele foi um dentista em Hamburgo no pós guerra. Faleceu em Hamburgo no dia 9 de Fevereiro de 1959.

## Condecorações
Foi condecorado com a Cruz de Cavaleiro da Cruz de Ferro (26 de Novembro de 1941), Com Folhas e Carvalho (24 de Novembro de 1943, n° 335), Espadas (23 de Outubro de 1944, n° 101) e Diamantes (15 de Abril de 1945, n° 26) e a Cruz Germânica em Ouro (11 de Março de 1943).